# Discorso del Gazimestan
Il discorso del Gazimestan è un'allocuzione pronunciata il 28 giugno 1989 da Slobodan Milošević, allora presidente della Repubblica Socialista di Serbia. È stato l'evento centrale della giornata dedicata alla celebrazione del seicentesimo anniversario della battaglia della Piana dei Merli (1389, nota anche come battaglia del Kosovo), la sconfitta patita dal regno serbo medioevale ad opera dell'Impero Ottomano che ha inaugurato i quasi cinquecento anni di dominio della Sublime Porta sul territorio serbo.
Il discorso fu rivolto ad una folla enorme, raccolta di fronte al monumento del Gazimestan, eretto nel 1953 non lontano dal Campo dei Merli dove, nel 1389, fu combattuta la battaglia. Venne tenuto in un contesto di montanti tensione etniche tra serbi e albanesi del Kosovo nonché di crescenti scontri politici tra la Serbia e le altre Repubbliche costituenti la Jugoslavia Socialista, conseguenza della rivoluzione antiburocratica lanciata negli anni precedenti dallo stesso Milošević.
Il discorso è diventato immediatamente famoso a seguito di un riferimento, fatto da Milošević, al rischio di un futuro "scontro armato" in difesa dell'identità nazionale della Serbia. Nonostante la risonanza ottenuta, all'interno dell'allocuzione la frase è presentata in un contesto molto più sfumato: "Sei secoli dopo, adesso, noi veniamo nuovamente impegnati in battaglie e dobbiamo affrontare battaglie. Non sono battaglie armate, benché queste non si possano ancora escludere." ("Opet smo pred bitkama i u bitkama. One nisu oružane, mada ni takve još nisu isključene"). Molti commentatori hanno riportato questo passo del discorso come un presagio del prossimo collasso della Jugoslavia e delle sanguinose Guerre Jugoslave.
Milošević ha sempre sostenuto che le sue frasi fossero state male interpretate.

## Contesto del discorso
Negli anni precedenti al discorso, il Kosovo era diventato un tema centrale della politica serba. La provincia aveva ottenuto ampia autonomia con l'introduzione della Costituzione Jugoslava del 1974 ed era da allora guidata dalla Lega dei Comunisti del Kosovo, a maggioranza albanese. La rinascita del nazionalismo albanese, la discriminazione contro i serbi da parte della polizia albanese e dal governo locale, e una situazione economica sempre più stagnante avevano portato molti serbi e montenegrini a lasciare la provincia negli ultimi decenni del novecento (circa 100.000 nel periodo 1961-1987). Non vi sono comunque dati ufficiali (non serbi) riguardo a tale diaspora.
Nell'aprile del 1987, Milošević visitò il Kosovo in un clima molto teso a causa delle proteste dei serbi che abitavano nella provincia. Richiamato dall'incontro con Azem Vllasi, Presidente della provincia, dalle grida della folla che aveva circondato il Palazzo di Kosovo Polje dove si trovavano, il leader serbo aveva ascoltato una delegazione di manifestanti e risposto con la famosa frase "nessuno vi picchierà mai più" ("Niko ne sme da vas bije!").
Milošević utilizzò la questione del Kosovo come leva per assicurarsi la leadership nella Lega dei Comunisti di Serbia nel 1987, riuscendo nel 1989 a varare una nuova costituzione che riduceva drasticamente l'autonomia del Kosovo, che cessava di essere provincia autonoma al pari della regione settentrionale della Vojvodina. Un cambiamento seguito dalla sostituzione di quasi tutti i leader comunisti d'opposizione presenti nelle province che venne ribattezzata "rivoluzione antiburocratica".
Molti albanesi vennero uccisi nel marzo 1989, quando le manifestazioni contro la nuova costituzione furono violentemente soppresse dalle forze di sicurezza serbe. Nel giugno 1989, quando si tenne il discorso, la situazione in Kosovo era calma ma l'atmosfera rimaneva tesa.
Il discorso fu l'apice della commemorazione del seicentesimo anniversario della battaglia, giungendo dopo mesi di eventi celebrativi promossi con particolare attenzione alla questione della relazione della Serbia con il Kosovo. Un gran numero di commediografi, artisti, compositori e registi serbi hanno sottolineato i temi portanti dei miti del Kosovo, ed in particolare quello del tradimento della Serbia.
Tra la metà del 1988 e l'inizio del 1989, i serbi del Kosovo organizzarono numerose "Manifestazioni per la verità", nelle quali venivano mostrati simboli storici e identitari del Kosovo come madrepatria della Serbia (come la croce serba con le 4 S cirilliche del motto "Само слога Србина спасава" ("solo l'unità salverà i serbi"). Il tema comune di questi raduni era che i serbi al di fuori del Kosovo e della Serbia stessa dovessero conoscere la verità riguardo alla difficile situazione dei propri compatrioti, che veniva presentata con connotati emotivi esasperati come una questione di massima importanza nazionale. Quasi tutte le città abitate dai serbi competevano per organizzare manifestazioni sempre più patriottiche, con lo scopo di guadagnarsi il favore della nuova leadership, che si proclamava altrettanto patriottica, e rafforzando di conseguenza i sentimenti nazionalisti.

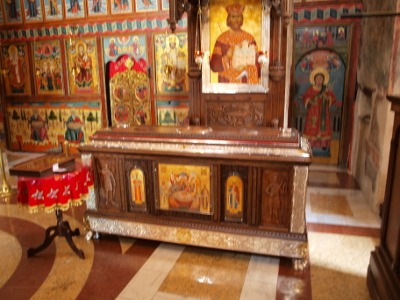
Tomba del Principe Lazar al Monastero di Gračanica. I suoi resti furono portati in processione per i territori abitati dai serbi nei mesi precedenti la manifestazione di Gazimestan.

L'evento alla Piana dei Merli fu anche rivestito di un considerevole significato religioso. Nei mesi precedenti il raduno del Gazimestan, le spoglie del principe Lazar di Serbia, caduto nella battaglia della Piana dei Merli, furono portati in una processione largamente pubblicizzata per tutti i territori abitati dai Serbi in Jugoslavia. Una moltitudine di persone in lutto spese ore intere in coda per vedere le reliquie e partecipò a manifestazioni pubbliche, i cui slogan promettevano di non lasciare più che la Serbia venisse di nuovo sconfitta.
Alla fine della processione, i resti del Principe vennero nuovamente interrati nel Monastero Serbo Ortodosso di Gračanica in Kosovo, compreso nella municipalità di Pristina e non lontano dallo stesso Gazimestan.
L'evento del 28 giugno 1989 vide la partecipazione di una folla compresa tra qualche centinaio di migliaia e due milioni di persone (le principali stime parlano di circa un milione). Si trattava in massima parte di serbi, molti dei quali erano stati portati al Gazimestan con centinaia di treni e autobus speciali organizzati dalla Lega dei Comunisti di Serbia. Il pubblico non giunse solo dalla Repubblica di Serbia, ma da tutte le regioni abitate dai serbi in Jugoslavia e in un certo numero anche dal resto del mondo. Circa 7.000 membri della diaspora serba giunsero da Australia, Canada e Stati Uniti rispondendo all'invito da parte della Chiesa Ortodossa Serba.
Il discorso di Milošević fu ascoltato anche da un ampio novero di dignitari della dirigenza serba e jugoslava. Tra di essi l'intero direttivo della Chiesa Ortodossa Serba, guidati dal patriarca German II; il primo ministro della Repubblica Federale Socialista di Jugoslavia Ante Marković; i membri della Presidenza del Comitato centrale della Lega dei Comunisti di Jugoslavia; l'alto comando dell'Armata Popolare di Jugoslavia; i membri della Presidenza Jugoslava, ad eccezione del rappresentante croato Stipe Šuvar che boicottò l'evento insieme all'ambasciatore degli Stati Uniti, agli ambasciatori di tutti i paesi della Comunità Europea e della NATO. Tra i membri di quest'ultima, solo la Turchia decise di partecipare, a causa del suo diretto interesse nell'evento in quanto stato successore dell'Impero Ottomano.
Dopo essere stato scortato tra due festanti ali di folla, che mostravano il suo ritratto a fianco di quello di Lazar, Milošević pronunciò il proprio discorso da un palco alto trenta metri, con alle proprie spalle un manifesto recante i principali simboli del mito del Kosovo: immagini di peonie (un fiore tradizionalmente associato al sangue di Lazar), l'effige del principe e la croce serba con le quattro C cirilliche agli angoli.

## Contenuti del discorso
Il discorso pronunciato da Milošević il 28 giugno 1989 non si discostava molto dai temi che il presidente serbo stava promuovendo da qualche tempo. Il 19 novembre 1988, aveva pronunciato queste parole ad un raduno della "Fratellanza e Unità" a Belgrado: "Nessuno dovrebbe sorprendersi se questa estate la Serbia ha alzato la sua testa a causa del Kosovo. Il Kosovo è il centro esatto della sua storia, della sua cultura e della sua memoria. Ogni nazione ha un amore che scalda il suo cuore. Per la Serbia è il Kosovo".
Non dissimili sono i temi sviluppati nel discorso al Gazimestan: Edit Petrović ha sottolineato come Milošević abbia cercato di combinare "storia, memoria e continuità", promuovendo "l'illusione che i serbi che hanno combattuto contro i turchi in Kosovo nel 1389 erano in qualche modo gli stessi serbi che combattevano per la sopravvivenza dell'identità nazionale serba negli anni ottanta."
Secondo James Gow, l'obiettivo era di rafforzare la campagna politica di Milošević, che era basata "sulla nozione di rimediare a questa tendenza alla vittimizzazione e a ricostituire il senso dell'orgoglio serbo e, soprattutto, del suo potere storico."
All'inizio del discorso, Milošević ha menzionato la battaglia del Kosovo e concluso che è stato attraverso "il gioco della storia della vita" che "la Serbia ha riguadagnato la propria integrità statale, nazionale e spirituale." proprio nell'anniversario della battaglia: il leader serbo faceva qui riferimento ai recenti cambiamenti costituzionali che hanno ridotto l'autonomia delle province autonome serbe (Voivodina e Kosovo) e rafforzato il potere centrale. Ha poi continuato dicendo che "oggi, è difficile dire quale sia stata la verità storica riguardo alla battaglia del Kosovo e quale la leggenda. Oggi questo non è più importante."
Milošević inserì il proprio discorso nel contesto della storia jugoslava successiva alla seconda guerra mondiale, quando l'influenza della Serbia era stata ridotta attraverso aggiustamenti costituzionali che ne diluirono il potere. Una controversia di lunga data nella politica serba, in special modo dopo che la Costituzione del 1974 aveva concesso al Kosovo e alla Voivodina uno statuto speciale che smarcava le due province dall'influenza diretta di Belgrado.
Vjeran Pavlaković ha suggerito che Milošević volesse istituire "un chiaro parallelo tra la battaglia della Piana dei Merli e la costituzione jugoslava del 1974, entrambe considerate delle sconfitte nella coscienza nazionale serba". Ha infatti sottolineato che la divisione tra i leader politici serbi significava che essi erano "proni al compromesso, a tutto svantaggio della loro gente": un compromesso che "non sarebbe stato accettato storicamente e eticamente da nessuna nazione al mondo [...] noi oggi siamo qui sul campo del Kosovo per dire che non è più così."
Milošević ha presentato la vittimizzazione della Serbia come il risultato di una leadership non all'altezza, sottolineando come "i politici serbi rimasero divisi" e aggiungendo che "il fatto che in questa regione siano una delle nazioni maggiore non è né un peccato né una vergogna per la Serbia: questo è un vantaggio che i serbi non hanno usato contro gli altri; ma devo aggiungere che qui, in questo grande, leggendario campo del Kosovo, i serbi non hanno mai usato il vantaggio di essere più grandi degli altri nemmeno a proprio beneficio." Il leader serbo ha poi indicato come questa passività dovesse giungere ad una fine:
Ha poi aggiunto:
In seguito, Milošević ha parlato riguardo all'unità e alla multietnicità della Serbia, enfatizzando che "l'unità in Serbia porterà prosperità ai serbi di Serbia" ma anche a "ciascuno dei suoi cittadini, a prescindere dalla loro affiliazione religiosa e nazionale".
Unità e uguaglianza alle altre repubbliche avrebbero permesso alla Serbia di "migliorare la propria posizione finanziaria e sociale, e quella di tutti i suoi cittadini". Milošević aggiunse che in Serbia, oltre ai serbi "vivono anche membri di altri popoli e nazionalità [...]. Questo non è uno svantaggio per la Serbia. Sono profondamente convinto che si tratti di un suo vantaggio." Riguardo alle divisioni tra le nazioni jugoslave e alle loro religioni, il Presidente della Serbia sottolineò che "il socialismo in particolare, essendo una società progressista e non solo democratica, non dovrebbe permetterle". Le "divisioni" hanno costituito una parte importante del discorso, ad esempio nell'osservazione che "la Jugoslavia è una comunità multinazionale e può sopravvivere solo sotto le condizioni di piena uguaglianza per tutte le nazioni che vivono al suo interno." Comunque, "la crisi che ha colpito la Jugoslavia ha portato con sé divisioni nazionali", nonostante il fatto che la Jugoslavia "ha già avuto esperienza della grande tragedia dei conflitti nazionali, di cui una società può essere preda, e tuttavia ha continuato a sopravvivere."
La parte centrale del discorso ha poi preso una linea nettamente differente dalle espressioni nazionaliste che l'hanno preceduta. Louis Sell la descrive come "se fosse stata scritta dalla moglie" (Mirjana Marković, nota per le sue posizioni comuniste oltranziste). Milošević ha lodato le virtù della tolleranza etnica e del socialismo, descrivendo come "il mondo è sempre più caratterizzato da tolleranza nazionale, cooperazione internazionale e uguaglianza nazionale", e ha richiesto relazioni egualitarie e armoniose tra i popoli della Jugoslavia. Un commento che, a quanto riportato, è stato accolto dal silenzio e da qualche brusio di insofferenza da parte della folla.
Dopo aver lanciato un appello per "l'unità, la solidarietà e la cooperazione tra le genti", Milošević pronunciò la parte più controversa del discorso:
Nell'ultima parte del discorso, Milošević si è invece occupato della relazione tra Serbia e Europa, dipingendo la Serbia medievale non solo come difensore del proprio territorio, ma dell'intera Europa, nella lotta contro i turchi Ottomani. Dichiarò infatti che "sei secoli fa, la Serbia ha difeso eroicamente se stessa sul campo del Kosovo, ma ha anche difeso l'Europa. La Serbia divenne a quel tempo il bastione difensivo della cultura, della religione e della società europea in generale".
In questa frase Alessandro Marzo Magno, nel suo libro sulla guerra in Jugoslavia, vede il momento in cui Milošević ha definitivamente abbracciato il mito nazionalista serbo del "popolo celeste". A tal proposito, lo scrittore Arne Johan Vetlesen ha commentato con molta durezza che quello del leader serbo era un appello "ai valori dell'Europa, in particolare alla Cristianità, alla modernità, alla Civilizzazione con la C grande, sfruttando sentimenti orientalisti e aiutando ad amplificare il balcanismo diffuso nei governi occidentali."
Milošević rafforzò questa connessione sostenendo che "con questo spirito stiamo ora cercando di costruire una società ricca e democratica, e così contribuire alla prosperità di questo bellissimo paese, questa nazione che ha ingiustamente sofferto, ma allo stesso tempo cerchiamo di contribuire agli sforzi di tutti i popoli progressisti del nostro tempo, che fanno del proprio meglio per un mondo migliore e più felice."
Il Presidente serbo ha poi concluso il proprio discorso con le parole:
Lunga vita alla Serbia!

Lunga vita alla Jugoslavia!

Lunga vita alla pace e alla fratellanza tra i popoli!»

## Reazioni al discorso
Il discorso di Milošević fu accolto in modo entusiasta dalla folla presente al Gazimestan. I resoconti giornalistici riportano che il pubblico abbia più volte gridato "Kosovo è Serbia" e "Ti amiamo, Slobodan, perché odi i musulmani". Alcuni cantavano "Zar Lazar, non sei stato abbastanza fortunato di avere Slobo dalla tua parte" e soprannominavano Milošević Mali Lazar ("Piccolo Lazar"), mentre altri intonavano "Europa, non ti ricordi di chi ti ha difeso?", facendo riferimento ad un elemento centrale del mito del Kosovo, il fatto cioè che la Serbia si fosse sacrificata per difendere l'Europa cristiana contro gli sconfinamenti dei Turchi musulmani.
Questo sarebbe diventato un tema importante nella retorica nazionalista serba durante le guerre jugoslave. Thomas A. Emmert, scrivendo nel 1993, ha commentato che dal giorno del discorso "i serbi non hanno mai smesso di ricordare a se stessi e al mondo di star combattendo per la difesa stessa dell'Europa contro il fondamentalismo islamico. E poco importava che europei ed americani non percepissero nessun bisogno di una simile difesa."
Matija Bećković, un poeta ed accademico serbo di buona fama, ha applaudito l'evento come "il culmine della rivolta nazionale serba, in Kosovo perché esso è l'equatore dell'interno pianeta serbo [...] In questo seicentesimo anniversario della battaglia del Kosovo, dobbiamo enfatizzare che il Kosovo è parte della Serbia; e che questa è una realtà fondamentale, che non ha alcuna relazione con il tasso di crescita demografica albanese o con quello di mortalità tra i serbi. C'è così tanto sangue serbo e santità serba laggiù che il Kosovo rimarrà parte della Serbia anche se non vi rimanesse a vivere un singolo serbo. [...] È quasi sorprendente che tutta la terra serba non sia chiamata con il nome del Kosovo."
Politika, uno dei principali quotidiani di Belgrado, ristampò una versione completa del discorso di Milošević in un'edizione speciale dedicata interamente alla questione del Kosovo. In un editoriale, il giornale sottolineava "stiamo ancora una volta vivendo nel tempo del Kosovo, perché è nel Kosovo e intorno ad esso che il destino della Jugoslavia ed il destino del socialismo saranno determinati. Loro vogliono portaci via il Kosovo serbo e jugoslavo, si, lo vogliono, ma non gli sarà concesso."
Janez Drnovšek, il membro sloveno della presidenza collettiva jugoslava, è stato seduto accanto a Milošević durante la cerimonia, e ha poi descritto l'umore del Presidente serbo come "euforico."
Sebbene molti serbi accolsero il discorso in modo appassionato e entusiasta, le parole di Milošević furono accolte con molta più cautela in altre nazioni jugoslave e tra i serbi oppositori del Presidente. I sentimenti nazionalisti espressi da Milošević, per quanto inseriti in un discorso coerente con alcuni dei temi dominanti della retorica jugoslava, rappresentavano una netta rottura con gli intendimenti dell'ex leader jugoslavo Josip Broz Tito, ed in particolare con il suo approccio anti-nazionalista, lo stesso che aveva portato alla stesura della Costituzione del 1974. Come ha commentato Robert Thomas, il discorso di Kosovo Polje "è apparso a molti un ripudio simbolico dell'eredità titoista."
Le dichiarazioni di Milošević secondo cui i serbi "si erano liberati da soli e che quando avevano potuto avevano anche aiutato altri a liberarsi a propria volta" furono viste da alcuni come un impegno a riscrivere i confini interni della Jugoslavia per creare una Grande Serbia. Le preoccupazioni riguardo a una "agenda segreta" per raggiungere questo risultato furono acuite dalla presenza all'evento del vescovo serbo ortodosso della Dalmazia, regione croata, che pronunciò un discorso che istituiva un parallelo tra il Kosovo e la stessa Dalmazia e concludeva che entrambe avevano fatto lo stesso giuramento a Milošević.
Il giornalista britannico Marcus Tanner, che ha assistito all'evento di Gazimestan, ha riportato che "i rappresentanti [di Slovenia e Croazia] [...] apparivano nervosi e a disagio" e ha commentato che lo sfogo di sentimenti nazionalisti serbi ha "forse distrutto in modo permanente ogni possibilità di accordo sul Kosovo."
L'irrequietezza della dirigenza si è riflessa anche nel reportage della televisione di stato slovena dedicato al discorso, in cui si sottolineava:
I media internazionali hanno risposto al discorso con commenti misti. Molti osservatori hanno sottolineato la natura inedita dell'evento e la frizione radicale che ha rappresentato rispetto all'ideologia anti-nazionalista portata avanti sotto Tito. Sebbene la difesa del mutuo rispetto e della democrazia presente nel discorso sia stata descritta come "inaspettatamente conciliatoria" (come riportato, ad esempio, dall'inglese The Independent), fu sottolineato anche l'evidente contrasto tra la retorica di Milošević e la realtà delle sue ampiamente criticate politiche verso gli albanesi del Kosovo.
Molti commentatori hanno interpretato, con il senno di poi, questo discorso come una dichiarazione in codice di Milošević riguardo al fatto che fosse pronto ad usare la forza per portare avanti gli interessi della Serbia; Tim Judah, sulle pagine di Dedalus, ha sostenuto che forse il Presidente serbo aveva fatto riferimento a "battaglie armate" in un "tentativo di intimidire gli altri leader jugoslavi, costretti a partecipare dal protocollo ufficiale jugoslavo." Milan Milošević (non parente di Slobodan) ha commentato che nel discorso "era chiaro che non avesse in mente possibili guerre in Croazia o in Bosnia Erzegovina. Stava pensando solamente al Kosovo."
In ogni caso, lo stesso Milošević ha rifiutato questa lettura durante le udienze presso il Tribunale Penale Internazionale per l'ex Jugoslavia nel 2002 e nel 2005, sostenendo che:
Riguardo al suo uso della locuzione "battaglie armate", ha sottolineato:
Un frequente fraintendimento riguardo a questo discorso (nel quale cadde, ad esempio, lo stesso New York Times) è che Milošević abbia urlato "nessuno vi picchierà mai più" durante il discorso. Come riportato sopra, invece, pronunciò quella frase 2 anni prima, il 24 aprile 1987, in un'occasione completamente differente.

## Lista di partecipanti degni di nota
- Patriarca Ortodosso Serbo German II
- Metropolita Amfilohije
- Desanka Maksimović
- Momir Bulatović
- Milo Đukanović
- Mihalj Kertes
- Janez Drnovšek
- Ante Marković
- Veljko Kadijević
- Borisav Jović
- Jovica Stanišić (capo della sicurezza)
- Naser Orić (membro della sicurezza)